# W. R. Burnett
Pour les articles homonymes, voir Burnett.
Œuvres principales
- Le Petit César (1929)
- Quand la ville dort (1949)
- High Sierra (1941)
- Scarface (1932), scénario

William Riley Burnett (Springfield, Ohio, 25 octobre 1899 - Santa Monica, 25 avril 1982) est un écrivain de roman noir et un scénariste américain.

## Biographie
Après l'obtention d'un diplôme en journalisme de l'université d'État de l'Ohio à Columbus, Burnett fait plusieurs petits métiers, dont celui de statisticien pour l'État de l'Ohio, et écrit cinq romans qui ne trouvent pas d'éditeur. 
Déçu, il part pour Chicago où son travail à la réception d'un hôtel lui permet d'observer le monde des truands et des trafics en tout genre. Il trouve là son inspiration et publie en 1929 Le Petit César (Little Caesar) qui remporte un vif succès. La réussite de l'adaptation de ce roman au cinéma en 1931, réalisée par Mervyn LeRoy et qui révèle Edward G. Robinson, lui ouvre les portes d'Hollywood. Il y travaille sur le scénario ou l'adaptation de près de cinquante films, dont Scarface d'Howard Hawks en 1932.
Burnett est nommé pour l'Oscar du meilleur scénario original en 1943 pour La Sentinelle du Pacifique (Wake Island) de John Farrow et au trophée de la Writers Guild of America en 1964 pour La Grande Évasion (The Great Escape) de John Sturges.
Sa carrière de scénariste ne l'empêche pas de continuer à publier des romans, notamment Quand la ville dort (The Asphalt Jungle, 1949), premier tome d'une trilogie, que John Huston adapte au cinéma l'année suivante. Burnett affirmait avoir forgé son style grâce à la lecture assidue d'auteurs français : Honoré de Balzac, Prosper Mérimée, Gustave Flaubert, Guy de Maupassant.
Il se voit décerner l'Edgar du grand maître (Grand Master Award) par le Mystery Writers of America en 1980.
La moitié de ses livres sont traduits en français, surtout dans les collections « Série noire » et « Rivages/Noir ». En 2019, cinq d'entre eux — Quand la ville dort (The Asphalt Jungle, 1949), Rien dans les manches (Little Men, Big World, 1952), Donnant, donnant (Vanity Row, 1952), Tête de lard (Underdog, 1957) et Un homme à la coule (The Cool Man, 1968) — sont réédités sous un même volume dans la collection « Quarto » de Gallimard sous le titre Underworld. Romans noirs. Cette édition bénéficie d'une nouvelle traduction des romans et de l'ajout de passages omis lors de leur première publication en français.

## Œuvre

### Romans policiers
- Little Caesar (Lincoln McVeagh/Dial, 1929) Publié en français sous le titre Little Caesar Paris, Éditions Parima, 1933, 255p, couverture photo Warner Brothers, Le Petit César, Paris, Gallimard, coll. « Série noire » no 17, 1948 ; réédition, Paris Gallimard, coll. « La Poche noire » no 50, 1968 ; réédition, Paris, Gallimard, coll. « Carré noir » no 331, 1979 ; réédition, Paris, Gallimard, coll. « Folio » no 1852, 1987  (ISBN 2-07-037852-7) ; réédition sous le titre Little Caesar dans une tradition révisée par Marie-Caroline Aubert, Paris, Gallimard, coll. « Série noire », 2020  (ISBN 978-2-07-285954-0)
- The Beast of the City (McVeagh/Dial, 1932)
- The Silver Eagle (McVeagh/Dial, 1932)
- Dark Hazard (Harper, 1934) Publié en français sous le titre Dark Hazard, traduction de Danièle et Pierre Bondil, Paris, Éditions de l'Ombre, coll. « L'Introuvable » no 1, 1983  (ISBN 2-904666-00-1), réédition dans une traduction entièrement revue par Pierre Bondil, Montreuil-sous-Bois, Éditions Folies d'Encre, 2014,  (ISBN 978-2-907337-73-1)
- High Sierra (Knopf, 1941) Publié en français sous le titre High Sierra, Paris, Christian Bourgois, coll. « Série B », 1981  (ISBN 2-267-00261-2) ; réédition, Bruxelles, Marabout, coll. « Bibliothèque Marabout » no 751, 1981  (ISBN 2-501-00217-2) ; réédition, Paris, Christian Bourgois, coll. « 10/18. Nuits blêmes » no 2108, 1990  (ISBN 2-264-01477-6)
- The Quick Brown Fox (Knopf, 1943)
- Nobody Lives Forever (Knopf, 1943), aussi paru sous le titre I Wasn't Born Yesterday Publié en français sous le titre Fin de parcours, traduction de Danièle et Pierre Bondil, Marseille, Rivages, coll. « Rivages/Noir » no 60, 1988  (ISBN 2-86930-201-0)
- Tomorrow's Another Day (Knopf, 1946) Publié en français sous le titre Tomorrow's Another Day, traduction de Danièle et Pierre Bondil, Paris, Éditions de l'Ombre, coll. « L'Introuvable » no 5, 1990
- Romelle (Knopf, 1947) Publié en français sous le titre Romelle, Marseille, Rivages, coll. « Rivages/Noir » no 36, 1987  (ISBN 2-86930-095-6)
- The Asphalt Jungle (Knopf, 1949) Publié en français sous le titre Quand la ville dort, Paris, Gallimard, coll. « Série noire » no 106, 1951 ; réédition, Paris Gallimard, coll. « La Poche noire » no 12, 1967 ; réédition, Paris, Gallimard, coll. « Carré noir » no 126, 1973 ; réédition, Paris, Gallimard, coll. « Folio » no 2118, 1989  (ISBN 2-07-038208-7) ; réédition, Paris, Gallimard, coll. « Folio policier » no 83, 1999  (ISBN 2-07-040825-6) ; réédition, Gallimard, coll. « Folio policier-DVD », 2008  (ISBN 978-2-07-036014-7)
- Little Men, Big World (Knopf, 1952) Publié en français sous le titre Rien dans les manches, traduction de Jacques-Laurent Bost, Paris, Gallimard, coll. « Série noire » no 131, 1952 ; réédition, Paris, Gallimard, coll. « La Poche noire » no 105, 1970 ; réédition, Paris, Gallimard, coll. « Carré noir » no 334, 1980 ; réédition, Paris, Gallimard, coll. « Folio » no 2856, 1996 ; réédition, Paris, Gallimard, coll. « Folio policier » no 1005, 2023
- Vanity Row (Knopf, 1952) Publié en français sous le titre Donnant donnant, Paris, Gallimard, coll. « Série noire » no 169, 1953 ; réédition, Paris, Gallimard, coll. « Carré noir » no 475, 1983  (ISBN 2-07-043475-3)
- Big Stan (Gold Medal, 1953) Publié en français sous le titre Big Stan, Paris, Sinfonia, 1986
- Underdog (Knopf, 1957) Publié en français sous le titre Tête de lard, Paris, Gallimard, coll. « Série noire » no 389, 1957 ; réédition, Paris, Gallimard, coll. « Carré noir » no 555, 1985  (ISBN 2-07-043555-5)
- Conant (Popular Library, 1961) Publié en français sous le titre Du sport à la une, Paris, Gallimard, coll. « Série noire » no 724, 1962
- Round the Clock at Volari's (Gold Medal, 1961) Publié en français sous le titre On efface tout, Paris, Gallimard, coll. « Série noire » no 711, 1962
- The Widow Barony (Macdonald, 1962)
- The Abilene Samson (Pocket Books, 1963) Publié en français sous le titre Le Samson de l'Ouest, Paris, Gallimard, coll. « Série noire » no 980, 1965 ; réédition, Paris, Gallimard, coll. « Carré noir » no 498, 1983  (ISBN 2-07-043498-2)
- The Cool Man (Gold Medal, 1968) Publié en français sous le titre Un homme à la coule, Paris, Gallimard, coll. « Série noire » no 1269, 1969 ; réédition, Paris, Gallimard, coll. « Carré noir » no 510, 1984  (ISBN 2-07-043510-5)
- Good Bye Chicago: 1928, End of an Era (St. Martin's, 1981) Publié en français sous le titre Good-bye, Chicago, Paris, Gallimard, coll. « Série noire » no 1839, 1981  (ISBN 2-07-048839-X) ; réédition en français sous le titre Good-bye, Chicago 1968 - Fin d'une époque, Paris, Gallimard, coll. « Série noire », 2020  (ISBN 978-2-07-285949-6) ; réédition sous le titre Good-bye, Chicago 1928 dans une traduction révisée par Marie-Caroline Aubert, Paris, Gallimard, coll. « Série noire », 2020  (ISBN 978-2-07-285949-6)
- Underworld. Romans noirs (volume omnibus comprenant : Quand la ville dort, Rien dans les manches, Donnant, donnant, Tête de lard, Un homme à la coule, et des extraits inédits du Journal de l'auteur.) Traductions de Jacques-Laurent Bost, Minnie Danzas, Robert Hervé, J.-G. Marquet et Denise May entièrement révisées par Marie-Caroline Aubert, édition de Benoît Tadié, Paris, Gallimard, coll. « Quarto », 2019  (ISBN 978-2-07-282825-6)[4],[5],[6]

### Autres romans
- Iron Man (McVeagh/Dial, 1932) Publié en français sous le titre Iron Man, traduction de Danièle et Pierre Bondil, Paris, Éditions de l'Ombre, coll. « L'Introuvable » no 4, 1988
- The Giant Swing (Harper, 1932)
- "Saint" Johnson (McVeagh/Dial, 1932) Publié en français sous le titre Saint Johnson, Arles, Actes Sud, coll. « L’Ouest, le vrai », 2015  (ISBN 978-2-330-05105-1)
- Goodbye to the Past: Scenes from the Life of William Meadow (Harper, 1934)
- The Goodhues of Sinking Creek (Harper, 1934)
- King Cole (Harper, 1936) Publié en français sous le titre King Cole, Marseille, Rivages, coll. « Rivages/Noir » no 56, 1988  (ISBN 2-86930-189-8)
- The Dark Command: A Kansas Iliad (Knopf, 1938)Publié en français sous le titre L'Escadron noir, traduction Fabienne Duvigneau, Arles, Actes Sud, coll. « L’Ouest, le vrai », 2022  (ISBN 978-2-330-16407-2)
- Stretch Dawson (Gold Medal, 1950)
- Adobe Walls: A Novel of the Last Apache Rising (Knopf, 1953) Publié en français sous le titre Terreur apache, Arles, Actes Sud, coll. « L’Ouest, le vrai », 2013  (ISBN 978-2-330-02504-5) ; réédition, Arles, Actes Sud, coll. « Babel » no 1325, 2015  (ISBN 978-2-330-05110-5)
- Captain Lightfoot (Knopf, 1954) Publié en français sous le titre Le Capitaine Lightfoot, Paris, Gallimard, coll. « La Méridienne », 1956 ; réédition, Paris, Gallimard, coll. « Folio » no 1614, 1985  (ISBN 2-07-037614-1)
- It's Always Four O'Clock (Random House, 1956)
- Pale Moon[7] (Knopf, 1956) Publié en français sous le titre Lune pâle, Paris, Gallimard, 1958 ; nouvelle édition dans une traduction révisée, Arles, Actes Sud, coll. « L'Ouest, le vrai », 2018  (ISBN 978-2-330-11425-1)
- Bitter Ground (Knopf, 1958)
- Mi Amigo: A Novel of the Southwest (Knopf, 1959)Publié en français sous le titre Mi amigo, Arles, Actes Sud, coll. « L’Ouest, le vrai », 2015  (ISBN 978-2-330-04829-7) ; réédition, Arles, Actes Sud, coll. « Babel » no 1688, 2020  (ISBN 978-2-330-13515-7)
- The Goldseekers (Doubleday, 1962)
- Sergeants 3 (Pocket Books, 1963)
- The Roar of the Crowd: Conversations with an Es-Big-Leaguer (C.N. Potter, 1964)
- The Winning of Mickey Free (Bantam Pathfinder, 1965) Publié en français sous le titre Le Pur-sang irlandais, Paris, Robert Laffont, coll. « Plein Vent » no 57, 1969

### Nouvelles
- Round Trip (1929) Publié en français sous le titre Aller-retour, Paris, Encrage, coll. « Pulps » no 5, Le Mort ricanant, 1988
- Dressing-Up (1929) Publié en français sous le titre Toilette de départ, Paris, OPTA, Mystère magazine no 29, juin 1950
- Nobody's All Bad (1930)
- The Hunter (1930)
- Between Rounds (1930)
- Along the Tracks (1930)
- Hard Wood (1930)
- Protection (1931)
- Mr. Litvinoff (1931)
- Head Waiter (1931)
- Strategy (1933)
- Jail Breaker (1934)
- Dr Socrates (1935)
- Travelling Light (1935) Publié en français sous le titre Voyageur sans bagages, Paris, Polar no 15, 1980
- Across the Aisle (1936)
- Suspect (1936)
- Girl in a Million (1938)
- First Blood (1938)
- Youth is Not Forever (1939)
- Beach Head (1943)
- I Love Everybody (1943)
- Little David (1947)
- Throw Him Off the Track (1952)
- War Party (1954)
- Vanishing Act (1955) Publié en français sous le titre Le magot s'envole, Paris, OPTA, Suspense no 1, avril 1956

## Filmographie

### En tant que scénariste
- 1931 : The Finger Points, film américain réalisé par John Francis Dillon, avec Fay Wray
- 1932 : La Bête de la cité (The Beast of the City), film américain réalisé par Charles Brabin, histoire de W. R. Burnett, avec Walter Huston
- 1932 : Scarface, film américain réalisé par Howard Hawks, dialogues de W. R. Burnett, avec Paul Muni
- 1940 : Le Cavalier du désert (The Westerner), film américain réalisé par William Wyler, participation au scénario non-créditée de W. R. Burnett et de Lillian Hellman, avec Gary Cooper
- 1941 : The Get-Away, film américain réalisé par Edward Buzzell, avec Robert Sterling
- 1941 : La Grande Évasion (High Sierra), film américain réalisé par Raoul Walsh, scénario de John Huston et W. R. Burnett d'après le roman éponyme de ce dernier, avec Humphrey Bogart
- 1942 : Tueur à gages (This Gun for Hire), film américain réalisé par Frank Tuttle, adaptation par W. R. Burnett du roman Tueur à gages (A Gun for Sale) de Graham Greene, avec Veronica Lake
- 1942 : La Sentinelle du Pacifique (Wake Island), film américain réalisé par John Farrow, avec Brian Donlevy
- 1943 : Requins d'acier (Crash Dive), film américain réalisé par Archie Mayo, histoire originale de W. R. Burnett, avec Tyrone Power
- 1943 : Convoi vers la Russie (Action in the North Atlantic), film américain réalisé par Lloyd Bacon, dialogues additionnels de W. R. Burnett, avec Humphrey Bogart
- 1943 : Intrigues en Orient (Background to Danger), film américain réalisé par Raoul Walsh, scénario de W. R, Burnett et William Faulkner d'après le roman Au loin, le danger (Uncommon Danger) d'Eric Ambler, avec George Raft
- 1945 : San Antonio, film américain réalisé par David Butler, Robert Florey (non crédité) et Raoul Walsh (non crédité), scénario original de W. R. Burnett, avec Errol Flynn
- 1947 : The Man I Love, film américain réalisé par Raoul Walsh, participation au scénario non-créditée de W. R. Burnett, avec Ida Lupino
- 1948 : Belle Starr's Daughter (en), film américain réalisé par Lesley Selander, scénario original de W. R. Burnett, avec George Montgomery
- 1948 : La Ville abandonnée (Yellow Sky), film américain réalisé par William A. Wellman, histoire originale de W. R. Burnett, avec Gregory Peck
- 1950 : Vengeance corse (Vendetta), film américain réalisé par Mel Ferrer, adaptation par W. R. Burnett d'une nouvelle de Prosper Mérimée, avec Faith Domergue
- 1951 : The Racket, film américain réalisé par John Cromwell, avec Robert Mitchum
- 1954 : Mission périlleuse (Dangerous Mission), film américain réalisé par Louis King, scénario original de Horace McCoy, W.R. Burnett et Charles Bennett, avec Victor Mature
- 1954 : Les Gens de la nuit (Night People), film américain réalisé par Nunnally Johnson, participation au scénario non créditée de W. R. Burnett, avec Gregory Peck
- 1955 : Capitaine Mystère (Captain Lightfoot), film américain réalisé par Douglas Sirk, scénario de W. R. Burnett d'après son roman Le Capitaine Lightfoot (Captain Lightfoot), avec Rock Hudson
- 1955 : Le Témoin à abattre (Illegal), film américain réalisé par Lewis Allen, avec Edward G. Robinson
- 1955 : La Peur au ventre (I Died a Thousand Times), film américain réalisé par Stuart Heisler, remake plan par plan du film de Raoul Walsh La Grande Évasion (High Sierra), tourné en 1941
- 1956 : Accused of Murder (en), film américain réalisé par Joseph Kane, adaptation par W. R. Burnett de son roman Donnant donnant (Vanity Row), avec David Brian
- 1957 : À deux pas de l'enfer (Short Cut to Hell), film américain réalisé par James Cagney, remake plan par plan du film de Frank Tuttle Tueur à gages (This Gun for Hire), tourné en 1942
- 1959 : Le Bourreau du Nevada (The Hangman), film américain réalisé par Michael Curtiz, participation au scénario de W. R. Burnett non créditée, avec Robert Taylor
- 1960 : September Storm (en), film américain réalisé par Byron Haskin, avec Joanne Dru
- 1961 : The Lawbreakers (en), film américain réalisé par Joseph M. Newman, avec Jack Warden et Vera Miles
- 1962 : Les Trois Sergents (Sergeants 3), film américain réalisé par John Sturges, scénario de W. R. Burnett qui replace dans le contexte d'un western le récit du film de George Stevens Gunga Din réalisé en 1939
- 1963 : La Grande Évasion (The Great Escape), film américain réalisé par John Sturges, scénario de W. R. Burnett et James Clavell d'après le roman de Paul Brickhill, avec Steve McQueen et James Garner
- 1963 : Quatre du Texas (4 for Texas), film américain réalisé par Robert Aldrich, participation au scénario de W. R. Burnett non créditée, avec Frank Sinatra et Dean Martin
- 1967 : The Jackals (en), film américain réalisé par Robert D. Webb, remake du film de William A. Wellman La Ville abandonnée (Yellow Sky), tourné en 1948
- 1968 : Destination Zebra, station polaire (Ice Station Zebra), film américain réalisé par John Sturges, participation au scénario de W. R. Burnett non créditée, avec Rock Hudson
- 1969 : Stiletto, film américain réalisé par Bernard L. Kowalski, participation au scénario de W. R. Burnett non créditée, avec Alex Cord

### Adaptations de ses œuvres par des tiers
- 1931 : Le Petit César (Little Caesar), film américain réalisé par Mervyn LeRoy, adaptation du roman éponyme, avec Edward G. Robinson
- 1931 : L'Homme de fer (Iron Man), film américain réalisé par Tod Browning, adaptation du roman éponyme, avec Lew Ayres
- 1932 : Law and Order, film américain réalisé par Edward L. Cahn, adaptation par John Huston du roman Saint Johnson de W. R. Burnett, avec Walter Huston
- 1934 : Dark Hazard (en), film américain réalisé par Alfred E. Green, adaptation du roman éponyme, avec Edward G. Robinson
- 1935 : Toute la ville en parle (The Whole Town's Talking), film américain réalisé par John Ford, adaptation de la nouvelle Jail Breaker, avec Edward G. Robinson
- 1935 : Docteur Socrate  (Dr. Socrates), film américain réalisé par William Dieterle, adaptation de la nouvelle éponyme, avec Paul Muni
- 1936 : 36 Hours to Kill (en), film américain réalisé par Eugene Forde, adaptation de la nouvelle Across the Aisle, avec Brian Donlevy
- 1937 : Wild West Days (en), film américain réalisé par Ford Beebe et Clifford Smith, adaptation du roman Saint Johnson, avec Johnny Mack Brown
- 1937 : Wine, Women and Horses (en), film américain réalisé par Louis King, adaptation du roman Dark Hazard, avec Barton MacLane
- 1937 : Some Blondes Are Dangerous, film américain réalisé par Milton Carruth, adaptation du roman Iron Man, avec William Gargan
- 1939 : Hommes sans loi (King of the Underworld), film américain réalisé par Lewis Seiler, adaptation du roman King Cole, avec Humphrey Bogart
- 1940 : L'Escadron noir (Dark Command), film américain réalisé par Raoul Walsh, adaptation du roman The Dark Command: A Kansas Iliad, avec John Wayne
- 1940 : Law and Order (en), film américain réalisé par Ray Taylor, adaptation du roman Saint Johnson de W. R. Burnett, avec Johnny Mack Brown
- 1941 : Dance Hall (en), film américain réalisé par Irving Pichel, adaptation du roman The Giant Swing
- 1946 : Meurtre au port, film américain réalisé par Jean Negulesco, adaptation du roman éponyme aussi paru sous le titre I Wasn't Born Yesterday, avec John Garfield
- 1949 : La Fille du désert (Colorado Territory), film américain réalisé par Raoul Walsh, adaptation du roman High Sierra, avec Joel McCrea
- 1950 : Quand la ville dort (The Asphalt Jungle), film américain réalisé par John Huston, adaptation du roman éponyme, avec Sterling Hayden
- 1951 : Iron Man, film américain réalisé par Joseph Pevney, adaptation du roman éponyme, avec Jeff Chandler
- 1953 : Le Sorcier du Rio Grande (Arrowhead), film américain réalisé par Charles Marquis Warren, adaptation du roman Terreur apache (Adobe Walls: A Novel of the Last Apache Rising), avec Charlton Heston et Jack Palance
- 1958 : L'Or du Hollandais (The Badlanders), film américain réalisé par Delmer Daves, adaptation du roman Quand la ville dort (The Asphalt Jungle) dans le contexte d'un western, avec Alan Ladd et Ernest Borgnine
- 1963 : Les Bijoux du Pharaon (Cairo), film américain réalisé par Wolf Rilla, adaptation du roman Quand la ville dort (The Asphalt Jungle) situé cette fois en Égypte, avec George Sanders
- 1972 : Cool Breeze (en), film américain réalisé par Barry Pollack, adaptation libre du roman Quand la ville dort (The Asphalt Jungle) dans un contexte afro-américain, avec Thalmus Rasulala

## Prix et distinctions
- Prix Edgar-Allan-Poe du grand maître (Grand Master Award) en 1980 pour l'ensemble de sa carrière[8]
- Trophée 813 du meilleur roman 1989 pour Iron Man[9]
- Nommé à l'Oscar du meilleur scénario original 1943 pour La Sentinelle du Pacifique (Wake Island) de John Farrow